# Spam over Internet Telephony
Spam over Internet Telephony (SPIT) ist Telefon-Spam, der über das Internet Protocol mit Hilfe der IP-Telefonie (Voice-over-IP) übertragen wird. Als Telefon-Spam bezeichnet man unerwünschte Telefonanrufe, die automatisiert und in großer Anzahl eingespielt werden. Telefon-Spam ist vergleichbar mit E-Mail-Spam, zurzeit aber weniger verbreitet und erfordert aufgrund der synchronen Kommunikation andere Schutzmaßnahmen.
IP-Telefonie ist ebenso wie E-Mail und andere Internet-Anwendungen anfällig für den Missbrauch durch unerwünschte Nachrichten und Verbindungen. Anrufmaschinen können zum Telefonverkauf, Telemarketing, für angebliche Gewinnmitteilungen oder als Lockanrufe eingesetzt werden. Insbesondere die IP-Telefonie bietet hierfür frei verfügbare Software (wie Asterisk oder SIPp) und preisgünstige Möglichkeiten um eine große Anzahl von Anrufen automatisiert abzusetzen.
Die IP-Telefonie basiert dabei häufig auf dem Session Initiation Protocol (SIP) zum Aufbau, Steuerung und Abbau der Telefonverbindungen. Nach dem Aufbau einer SIP-Sitzung und der Annahme des Gesprächs durch den angerufenen Teilnehmer kann eine vorab aufgezeichnete Spam-Nachricht eingespielt werden. Bei reinen Lock- oder Pinganrufen werden keine Audiodaten übertragen.
SPIT ist durch eine große Anzahl unerwünschter und automatisiert erstellter Telefonanrufe gekennzeichnet, die mit Hilfe des Internet Protocol übertragen werden. Der Anrufer (Spammer) versucht mit Hilfe geeigneter Software eine große Zahl von Verbindungen aufzubauen und spielt eine aufgezeichnete Nachricht ein, sobald der angerufene Teilnehmer das Gespräch annimmt. Bei Verwendung des weit verbreiteten Session Initiation Protocol (SIP) werden die Verbindungen mit INVITE-Nachrichten eingeleitet, und dann mit weiteren Nachrichten konfiguriert und aufgebaut; die Audiodaten werden anschließend über das Real-time Transport Protocol (RTP) übertragen. Der Spammer kann hierfür Telefonie-Software wie z. B. Asterisk verwenden. Die Spam-Anrufe können über Gateways der Telekommunikationsnetzbetreiber auch in das herkömmliche Telefonnetz (PSTN) übertragen werden.

## Gegenmaßnahmen
Der Internet RFC 5039 enthält eine Anzahl grundlegender Vorschläge zum Schutz vor SPIT:
- Black Lists and White Lists
- Consent-Based Communications
- Reputation Systems
- Address Obfuscation and Limited-Use Addresses
- Turing Tests, Captchas, Computational Puzzles
- Payment
- Legal Actions
- Circles of Trust
- Centralized SIP Providers

Die zuverlässige Authentifikation des Anrufers, wie z. B. im RFC 4474 beschrieben, ermöglicht die Identifikation von Spammern und unterstützt die Abwehr von SPIT. Die bei E-Mail Spam übliche Fälschung der Absender-Identität ist in öffentlichen Telefonnetzen schwieriger (Call ID Spoofing), da die Telefongesellschaften in der Regel die Identität der Anrufer aus dem eigenen Netz überprüfen oder selbst festlegen.
Im Rahmen von Forschungsaktivitäten wurden verschiedene Schutzmechanismen und Architekturen untersucht und vorgeschlagen.
A comprehensive survey of Voice over IP Security Research (Chapter IV b) enthält eine Übersicht. Viele Vorschläge basieren auf der Reputation und dem Verhalten des Anrufers. Eine statistische Analyse des Signalierungsverkehrs und insbesondere der Anruffrequenz kann zur Ermittlung von Anomalien verwendet werden. Die auffälligen Anrufer können beobachtet und schließlich über eine Blacklist gesperrt werden. Der Voice Spam Detector (VSD) ist ein Spamfilter, der auf der Reputation der Teilnehmer basiert.
Das SPIDER Projekt schlägt eine Architektur in zwei Ebenen vor. Der Detection Layer besteht aus mehreren Modulen zur Erkennung von SPIT und der Decision Layer kombiniert und klassifiziert die Ergebnisse. Das VoIP SEAL System besteht aus mehreren Stufen (Stages). Nach der Signalisierungsanalyse im ersten Schritt werden die auffälligen Anrufer im zweiten Schritt Tests unterzogen (e.g. Audio-CAPTCHAs). Anschließend wird der angerufene Teilnehmer um Zustimmung und Feedback gebeten. Die Autoren von SymRank haben anonymisierte Daten einer Telefongesellschaft ausgewertet und schlagen mehrere Algorithmen zur SPIT Erkennung vor. Anrufer mit Weak Ties (schwachen Bindungen), also geringer kumulierter Gesprächszeit zu vielen Teilnehmern, werden als auffällig angesehen. Sie passen den PageRank-Algorithmus auf ein- und ausgehende Anrufe an und berechnen ein Reputationsmaß. Außerdem können reziproke Verbindungen als reguläre Anrufe eingestuft werden.
Die Erkennung und Abwehr von SPIT kann auch auf einer Analyse der Audiodaten basieren. Dieser Ansatz verwendet Verfahren der Audio-Identifikation (ähnlich zur Musikerkennung), um Anrufe mit identischen oder ähnlichen Audiodaten (z. B. bei Rauschen, verschiedenen Audio-Codecs, zeitlichen Verschiebungen und Ausschnitten) zu ermitteln. Ein robuster und kompakter Akustischer Fingerabdruck (Audio-Hash) wird aus spektralen Parametern der Audiodaten bestimmt und wiederholt eingespielte Anrufe können durch den Vergleich der Audio-Hashes identifiziert werden.

## Umsetzung der Maßnahmen
Es sind zurzeit kaum Informationen verfügbar über Art und Umfang der von den Telekommunikationsnetzbetreibern eingesetzten Schutzmaßnahmen. SPIT hat noch keine zu E-Mail-Spam vergleichbare Bedeutung und grundsätzlich generieren auch Spam-Anrufe Einnahmen für die Betreiber.
Eine Analyse der Signalisierungsdaten kann die Erkennung von SPIT unterstützen. Kommerzielle IP-Telefonie-Software für die Anbieter von Telefoniediensten enthält teilweise die Möglichkeit einer verhaltensbasierten Analyse (Behavioral Analysis) der SIP-Daten. Relevante Parameter, die Hinweise auf SPIT liefern sind beispielsweise eine hohe Anruffrequenz, ein geringer Anteil erfolgreicher (angenommener) Anrufe, eine geringe Verbindungsdauer und viele gleichzeitige Anrufe. Als eine weitere Möglichkeit stellen Dienstleister zur Anruferkennung schwarze und weiße Listen zur Verfügung, um vor Spam-Anrufen zu schützen. Darüber hinaus gibt es die Möglichkeit, sich direkt über eine App auf dem Mobiltelefon vor Spam zu schützen.

## Rechtslage in Deutschland
Telefonwerbung unter Verwendung von Anrufmaschinen ist in Deutschland ohne vorherige ausdrückliche Einwilligung rechtswidrig. Die Identität des Absenders (Anrufers) darf nicht verschleiert oder manipuliert werden. Einzelheiten sind im Gesetz gegen den unlauteren Wettbewerb und im Telekommunikationsgesetz geregelt. Es sind Bußgelder von 50.000 EUR bis 300.000 EUR vorgesehen. Die Bundesnetzagentur verfolgt unerlaubte Telefonwerbung und betroffene Verbraucher können sie über unverlangte Werberufe informieren. Die Bundesnetzagentur hält auf ihren Webseiten entsprechende Formulare bereit.